# Agada clavicornis
Agada clavicornis é uma espécie de coleóptero da tribo Callidiini (Cerambycinae), com distribuição restrita apenas em Madagáscar.